# Basalt (Colorado)
Basalt város az USA Colorado államában, Eagle és Pitkin megyében. Lakosainak száma 3984 fő (2020. április 1.).

## Népesség
A település népességének változása:

| 2010 | 3 857 |
| 2020 | 3 984 |